# Mitsunori Yoshida
Mitsunori Yoshida (吉田 光範 Yoshida Mitsunori?,  nacido el 8 de marzo de 1962 en Kariya, Aichi) es un exfutbolista y actual entrenador japonés. Jugaba de centrocampista y su último club fue el Júbilo Iwata de Japón. Actualmente no dirige a ningún equipo.

## Trayectoria

### Clubes como futbolista
| Club                | País  | Año                     |
| ------------------- | ----- | ----------------------- |
| Yamaha Júbilo Iwata | Japón | 1980 - 1993 1994 - 1995 |

### Selección nacional como futbolista
| Selección | País  | Año         |
| --------- | ----- | ----------- |
| Absoluta  | Japón | 1985 - 1993 |

### Clubes como entrenador
| Club                      | País  | Año         |
| ------------------------- | ----- | ----------- |
| Júbilo Iwata Junior Youth | Japón | 2001        |
| Júbilo Iwata Youth Team   | Japón | 2007 - 2009 |

## Estadísticas

### Selección nacional
| Selección de Japón | Selección de Japón | Selección de Japón |
| Año                | Part.              | Goles              |
| ------------------ | ------------------ | ------------------ |
| 1988               | 1                  | 0                  |
| 1989               | 10                 | 1                  |
| 1990               | 0                  | 0                  |
| 1991               | 0                  | 0                  |
| 1992               | 8                  | 0                  |
| 1993               | 16                 | 1                  |
| Total              | 35                 | 2                  |

### Participaciones en Copa Asiática
| Copa               | Sede  | Resultado | Partidos | Goles |
| ------------------ | ----- | --------- | -------- | ----- |
| Copa Asiática 1992 | Japón | Campeón   | 3        | 0     |

## Palmarés

### Como futbolista

#### Títulos nacionales
| Título                           | Club   | País  | Año  |
| -------------------------------- | ------ | ----- | ---- |
| Japan Soccer League Division 2   | Yamaha | Japón | 1982 |
| Copa del Emperador               | Yamaha | Japón | 1982 |
| Japan Soccer League Division 1   | Yamaha | Japón | 1988 |
| Japan Football League Division 1 | Yamaha | Japón | 1992 |

#### Títulos internacionales
| Título        | Club (*)           | Sede      | Año  |
| ------------- | ------------------ | --------- | ---- |
| Copa Asiática | Selección de Japón | Hiroshima | 1992 |

(*) Incluyendo la selección